# Institut für Bedarfsgegenstände Lüneburg
Das Institut für Bedarfsgegenstände Lüneburg (kurz: IfB Lüneburg) ist eines von sechs Instituten des Niedersächsischen Landesamtes für Verbraucherschutz und Lebensmittelsicherheit (LAVES), das im Rahmen der amtlichen Lebensmittelüberwachung tätig ist. Das Institut in Lüneburg ist spezialisiert auf die Untersuchung von Bedarfsgegenständen sowie kosmetischen Mitteln aus Niedersachsen.

## Beschreibung und Organisation
Das IfB Lüneburg ist bundesweit das einzige Institut, in dem ausschließlich Bedarfsgegenstände und kosmetische Mittel untersucht und beurteilt werden. Als Bedarfsgegenstände bezeichnet man Produkte des täglichen Bedarfs, wie beispielsweise Teller, Tassen, Backpapier, Verpackungen, Textilien, Schmuck und Spielwaren. Zum Untersuchungsspektrum des Institutes in Lüneburg gehören u. a. kosmetische Mittel (beispielsweise Zahnpasta, Cremes, Parfüme) sowie Reinigungs- und Pflegemittel (wie Waschpulver oder Putzmittel). Jährlich werden insgesamt mehr als 17.000 Untersuchungen von amtlichen Proben durchgeführt.
Seit 2020 wird das Institut von dem Lebensmittelchemiker Oliver Schmidt geleitet. Etwa 50 Mitarbeiter kümmern sich um die Aufgaben des IfB Lüneburg und bilden zusätzlich jedes Jahr Chemielaboranten aus.

## Aufgaben
Im IfB Lüneburg werden kosmetische Mittel und andere Bedarfsgegenstände im Rahmen der amtlichen Lebensmittel- und Bedarfsgegenständeüberwachung sowie Wasch- und Reinigungsmitteln nach den Vorgaben des Wasch- und Reinigungsmittelgesetzes (WRMG) untersucht und beurteilt.
Für die folgenden Produktgruppen werden amtliche Untersuchungen (sensorisch, chemisch, mikrobiologisch) und rechtliche Beurteilungen durchgeführt:
- Spielwaren (auch für alle Länder der Norddeutschen Kooperation)
- Bedarfsgegenstände mit Lebensmittelkontakt
- Bedarfsgegenstände mit Körperkontakt
- Bedarfsgegenstände zur Reinigung und Pflege
- Kosmetische Mittel und Tätowiermittel

Dazu kommt die spezielle Analytik von Duftstoffen, Nitrosaminen, Polyzyklischen Aromatischen Kohlenwasserstoffen (PAK) und Mineralölen.
Die in Lüneburg untersuchten Proben stammen aus risikoorientierten, gezielten und unangekündigten Probenahmen und werden durch die Behörden der Lebensmittelüberwachung entnommen. In Niedersachsen sind hierfür die Lebensmittelkontrolleure bei den Landkreisen und kreisfreien Städten zuständig. Die Proben können sowohl aus verpackter als auch loser Ware bestehen und werden aus dem Handel, beim Hersteller oder Direktvermarkter gezogen.
Neben der Kontrolle von Proben aus Niedersachsen übernimmt das IfB Lüneburg auch Schwerpunktuntersuchungen für die Norddeutsche Kooperation (NoKo). Dies ist ein Untersuchungsverbund der Landeslabore der norddeutschen Länder Berlin, Brandenburg, Bremen, Hamburg, Mecklenburg-Vorpommern, Niedersachsen und Schleswig-Holstein. In Lüneburg werden für alle Mitgliedsländer aus der NoKo sowohl Spielwaren als auch Wasch- und Reinigungsmittel untersucht. Insgesamt umfasst das Volumen im Jahr mehr als 4.000 Untersuchungen.
Die Mitarbeiter des IfB Lüneburg werden bei der Begleitung von Betriebskontrollen als Sachverständige hinzugezogen und wirken bei der Erarbeitung von Risikobewertungen mit. Die operative Beratung von anderen Behörden gehört in das Aufgabengebiet des Institutes. Mehr als 110 Behörden in Niedersachsen und in den NoKo-Ländern nehmen diese Möglichkeit in Anspruch.
Des Weiteren ist das IfB Lüneburg Ausbildungsbetrieb, das bis zu acht Ausbildungsplätze für Chemielaboranten zur Verfügung stellt. Jedes Jahr werden etwa 40 Lebensmittelchemiker im Bereich der Bedarfsgegenstände ausgebildet und geprüft. 10 bis 15 Lebensmittelkontrolleure durchlaufen einen Ausbildungsabschnitt in dem Institut.

## Entwicklung
Am 1. November 1948 wurde das Staatliche Chemische Untersuchungsamt in Lüneburg mit sieben Mitarbeitern gegründet. Nachdem das Institut innerhalb Lüneburgs aus Platzgründen umziehen musste, begann 1977 die Planung eines Neubaus am Standort Am Alten Eisenwerk 2A in Lüneburg, an der noch heutigen Adresse des Institutes.
Durch eine Neuorganisation am 1. Januar 1993 entstand das Staatliche Bedarfsgegenstände-Untersuchungsamt Lüneburg (BUA), das bundesweit erste Institut, in dem ausschließlich Tabakerzeugnisse, kosmetische Mittel und sonstige Bedarfsgegenstände untersucht wurden. Mit Gründung des LAVES am 1. Juli 2001 entstand aus dem BUA dann das Institut für Bedarfsgegenstände Lüneburg.
Am 5. Juni 2013 wurden im Institut für Bedarfsgegenstände Lüneburg (IfB Lüneburg) zwei Jubiläen gefeiert: das 65-jährige Bestehen des Institutes am Standort Lüneburg und die seit 20 Jahren bundesweit einmalige Spezialisierung auf Untersuchungen von Bedarfsgegenständen. Der Tag wurde mit einem Symposium begangen. Der damalige niedersächsische Verbraucherschutzminister Christian Meyer sagte in seiner Eröffnungsrede: „Verbraucherschutz bekommt in Niedersachsen endlich die Priorität, die er verdient hat. Gerade im Bereich von Alltagsgegenständen wie Spielzeug und Kosmetik brauchen wir ein Höchstmaß an Sicherheit vor Gefahren, Schadstoffen und Mogelkennzeichnungen“.

## Institutsleitung
- 1994–2005  Hans-Jürgen Prehn
- 2006–2020 Astrid Rohrdanz[2]
- Seit 2020 Oliver Schmidt[3]

## Besondere Ereignisse und Forschungsschwerpunkte
2021 beteiligte sich das Institut für Bedarfsgegenstände in Lüneburg an dem „Türöffnertag“. Die Sendung mit der Maus des WDR veranstaltete 2021 wieder einen „Türen auf mit der Maus“ – Tag am 3. Oktober. Gemeinsam mit Kindern und Eltern zeigte das IfB Lüneburg an verschiedenen Stationen, was alles untersucht wird.